# Berta Zahourek
Berta Zahourek (Vienna, 3 gennaio 1896 – 14 giugno 1967) è stata una nuotatrice austriaca.

## Palmarès

### Olimpiadi
- Bronzo a Stoccolma 1912 nella staffetta 4x100 metri stile libero.